# Rossbodegletscher
Rossbodegletscher – lodowiec o długości 3,5 km (2005 r.) i powierzchni 1,87 km² (1973 r.).
Lodowiec położony jest w Alpach Pennińskich w kantonie Valais w Szwajcarii.